# David Pirner
David Anthony "Dave" Pirner (Minneapolis, Minnesota, 16 de abril de 1964) es un músico y productor estadounidense, conocido por su trabajo con la banda de rock alternativo Soul Asylum.

## Biografía
Pirner nació en Wisconsin. Inició tocando la batería. A los veinte años se unió a una banda de punk rock llamada Loud Fast Rules en Minneapolis, junto al bajista Karl Mueller y al guitarrista Dan Murphy. Cuando Pirner decidió abandonar la batería para dedicarse al canto, Pat Morley ocupó su lugar en los tambores. Morley fue luego reemplazado por Grant Young, y la banda cambió su nombre a Soul Asylum.
La banda logró reconocimiento comercial en la década de 1990, con sus sencillos sonando en las radios y sus vídeos rotando constantemente en los canales MTV y VH1, especialmente el sencillo "Runaway Train".
En el 2002 Pirner lanzó su primer álbum como solista titulado Faces & Names bajo el sello Ultimatum Music.

## Discografía

### Con Soul Asylum
- 1984: Say What You Will, Clarence...Karl Sold The Truck (Twin/Tone Records)
- 1986: Made to Be Broken (Twin/Tone Records)
- 1986: While You Were Out (Twin/Tone Records)
- 1988: Hang Time (A&M)
- 1990: And the Horse They Rode in On (A&M)
- 1992: Grave Dancers Union (Doble Platino; Columbia)
- 1995: Let Your Dim Light Shine (Platino; Columbia)
- 1998: Candy from a Stranger (Columbia)
- 2006: The Silver Lining (Legacy)
- 2012: Delayed Reaction (429 Records)
- 2016: Change of Fortune (Entertainment One)

### Como solista
- Faces & Names (2002) (Ultimatum Music)

### Como invitado
- 2014 - Hydra - Within Temptation (en la canción "Whole World Is Watching")